# Emil Schneider (Maler)
Emil Schneider, voller Name Emil Philippe August Schneider (* 20. Januar 1873 in Illkirch-Graffenstaden; † 16. Dezember 1947 in L'Haÿ-les-Roses (Département Val-de-Marne)) war ein französischer Maler und Grafiker. Er war vor allem für seine Porträts von Straßburger Persönlichkeiten bekannt.

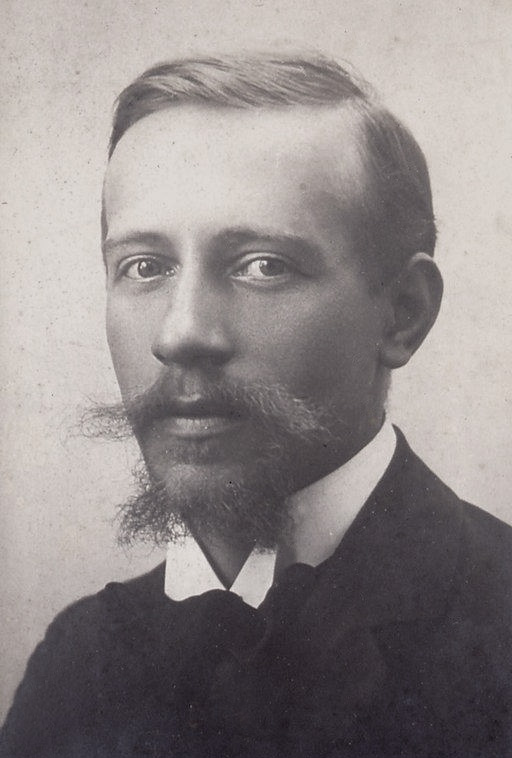
Émile Schneider 1890

## Leben und Werk
Emil Schneider wurde als Sohn einer bürgerlichen Familie im damals deutschen Elsass geboren. Sein Vater war Ingenieur in der Elsässischen Maschinenfabrik Illkirch-Graffenstaden. Von 1885 bis 1889 besuchte er das Gymnasium in Belfort, damit er eine französische Ausbildung erhielt. Danach kehrte er nach Straßburg zurück und begann eine Ausbildung im Atelier von Léon Hornecker. Im nächsten Jahr schrieb er sich in der Ecole des arts décoratifs de Straßburg ein, die für ihre Art déco bekannt war, dieser Stil hatte aber keinen großen Einfluss auf ihn. Ab 1892 wechselte er zur Kunstakademie in München in die Klasse von Nikolaus Gysis. Er war nicht sehr an der klassischen und historischen Kunstrichtung interessiert, die in München gelehrt wurde. In dieser Zeit illustrierte er Zeitschriften wie Die Jugend in Deutschland und D'r Maiselocker im Elsass. Er war beeinflusst von jungen Künstlern wie Artúr Lajos Halmi, Adolf Höfer und Arturo Rietti. 1897 stellte er im Glaspalast in München und in der Ausstellung Elsässer Künstler im Rathaus von Straßburg aus. Daraufhin kehrte er nach Straßburg zurück und illustrierte 1898 das Theaterstück D'r Herr Maire von Gustave Stoskopf sowie Sammelbände wie Luschtig's üs'm Elsass, G'schpass un Ernscht. Er zählte zum Kreis der Künstler der Revue alsacienne illustrée (Illustrirte elsässische Rundschau). Auch der Arbeit mit Lithografie wandte er sich zu, die zu seinem grafischen Stil mit zarten Farben passte. In einem Artikel der Zeitschrift für Kunstgewerbe in Elsass-Lothringen hieß es: „Sein Stil ist eine schwebende, originelle Linie, mit der er sich einem Thema bissig, aber immer elegant näherte.“ Seine Werke waren sehr populär.
Emile Schneider widmete einen Großteil seiner Zeit dem Unterrichten seiner Kunst. Er hatte als Schüler Dorette Müller, Alfred Pauli, Philippe Steinmetz, Louis Wagner, Paul Welsch und andere. Er war Professor an der Zeichenschule von Emile Gross und gab einen Malkurs. Von 1905 bis 1939 war er Professor an der Kunstgewerbeschule Straßburg bzw. Ecole des arts décoratifs de Strasbourg. Nachdem 1918 das Elsass wieder französisch geworden war, wurde er zum geschäftsführenden Leiter dieser Schule ernannt und hoffte zum Direktor ernannt zu werden, was er aber nicht erreichte.

Er war mit der Pianistin Marguerite Berst verheiratet und hatte zwei Kinder. 1939 verließ er Straßburg vor der deutschen Invasion und zog zu seiner Tochter nach Dijon, später zu seinem Sohn nach Paris und schließlich nach Häy-les-Roses bei Paris, wo er fast vergessen starb. Die Zeit war über seine Kunst hinweggegangen. Die Schauspielerin Claude Jade war seine Enkelin.

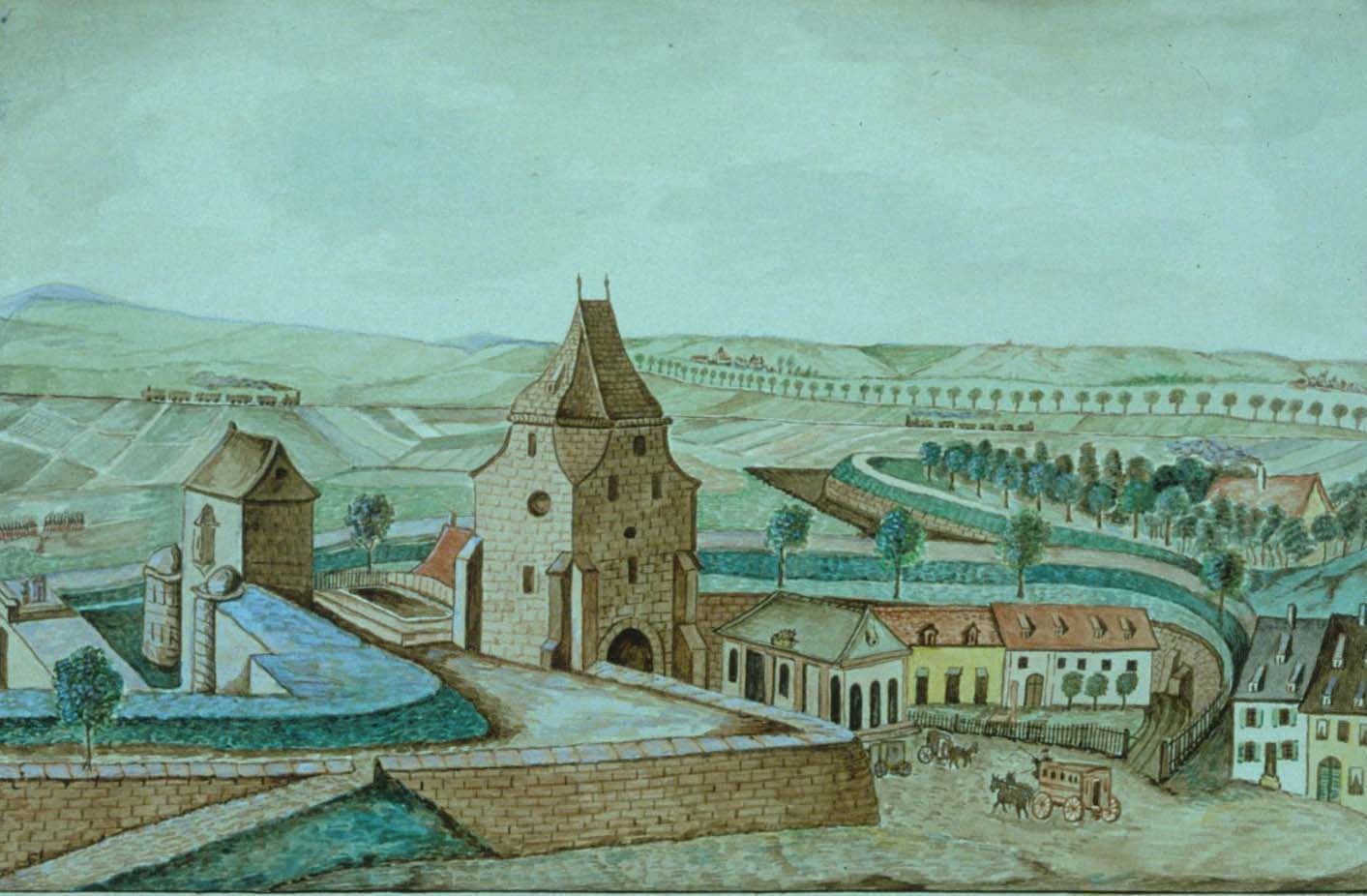
Weißturm Tor
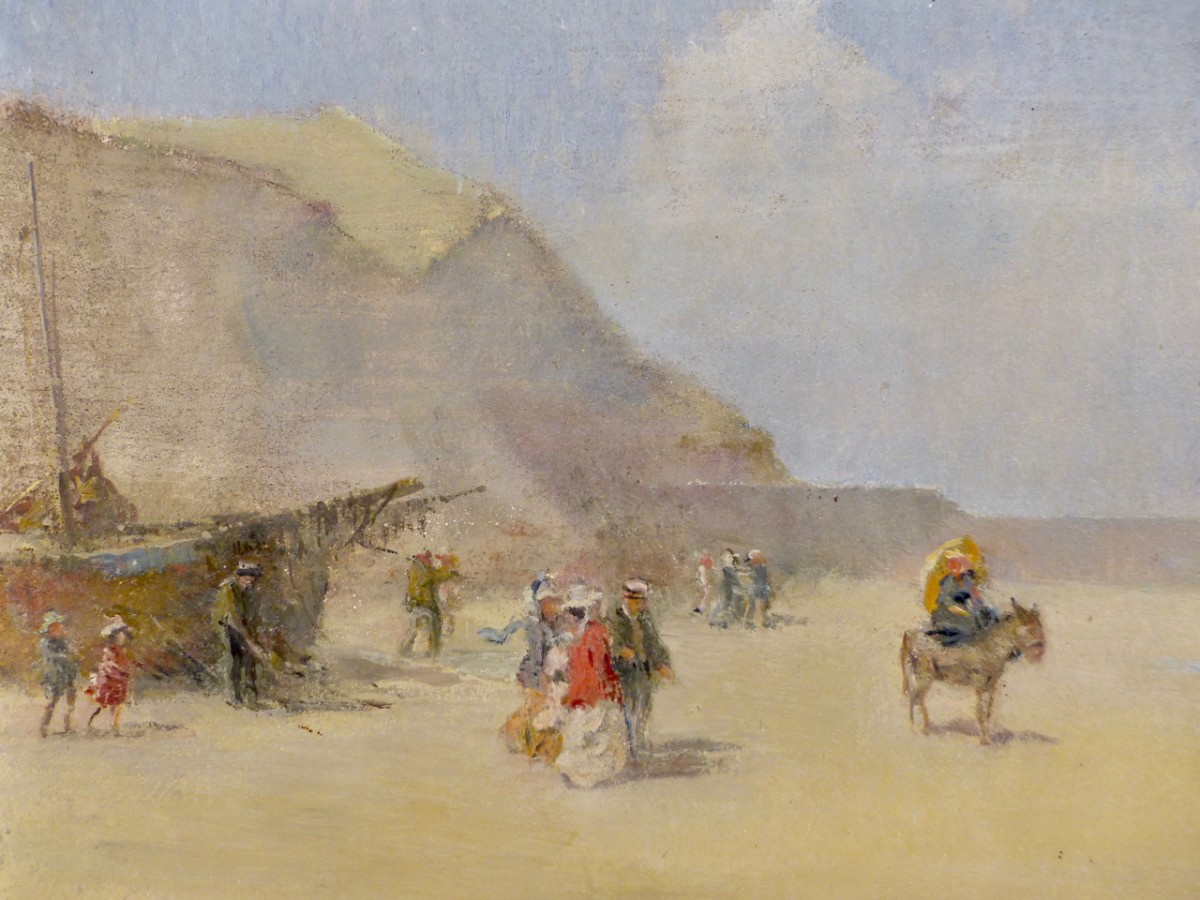
Am Meer
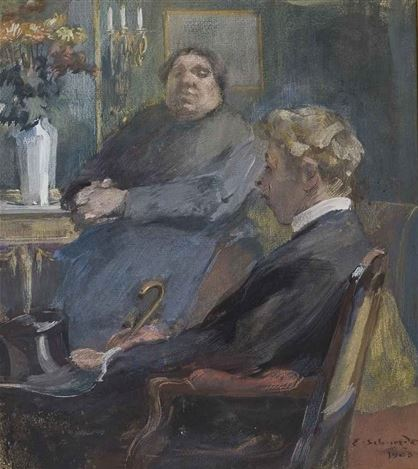
Im Wartesaal
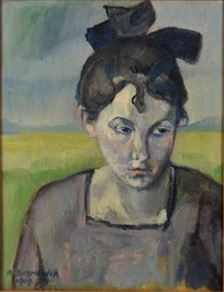
Frau

## Künstlerischer Stil und Verhältnis zu seinen Kollegen
Emil Schneider bewunderte nach eigenen Aussagen die französischen Impressionisten und viele seiner Porträts sind in diesem Stil gemalt. Er malte und zeichnete auch Alltagsszenen, oft lustig und respektlos. Er skizzierte die Szenen des Lebens in Straßburg auf den Terrassen der Cafés, auf den Boulevards und im Alltag der Bourgeoisie. Im Gegensatz zu vielen seiner Kollegen romantisierte er die Kultur der Bauern und einfachen Leute im Elsass nicht. Viele seiner Kollegen sahen sich als deutsch-französische Künstler, die von beiden Kulturen profitierten und sie verbinden wollten, er sah sich selbst immer als französischen Künstler. Seine Frankophilie drückte sich schon in seinem Äußeren aus: Ein dünner Schnurrbart, ein französischer Anzug, eine Zigarette. Daher war auch seine Mitarbeit im Cercle de Saint-Léonard nur begrenzt und er engagierte sich mehr im Künstlerkreis Société des artistes de Saint-Nicolas, zu dem auch Emile Gross, Théodore Haas, Léon Hornecker, Gustave Krafft sowie Albert und Adolphe Matthis gehörten. Sie luden auch französische Künstler wie Albert Marquet, Alfred Philippe Roll, Paul Signac oder Maurice Denis zu Ausstellungen ein.